# 上西郁夫
上西 郁夫（かみにし いくお、1945年9月26日 -  ）は、日本の官僚、銀行家。都市再生機構理事長を務めた。

## 来歴・人物
東京都出身。1969年に東京大学経済学部を卒業し、同年に日本興業銀行に入行。2002年にみずほコーポレート銀行専務を経て、2003年にオリエントコーポレーション社長に就任。2012年7月に都市再生機構理事長に就任。2016年7月に退任。